# パッケージソフトウェア
パッケージソフトウェア（英: packaged software）とは、
1. 市販ソフトウェアのこと。企業資源計画、ワープロ、グラフィックデザイン、ウイルス対策、数値解析ソフトウェア、会計ソフトウェアなど特定の業務あるいは業種で汎用的に利用することのできる既製のソフトウェアである。[1](対する言葉としてスクラッチ開発、受託開発)
2. 箱売りされたソフトウェアのこと。(対する言葉としてはデジタル配信、ダウンロード販売、オンラインソフトウェア、ボリュームライセンス、サイトライセンスなど）

## 見込み開発された汎用ソフトウエアとして
業種・規模を問わず多数の企業・組織で共通する業務（財務会計や給与計算など）や、業種内（製造業、卸売業、小売業、不動産業、自治体、学校、病院など、さらに「自動車製造業の試作・設計」、「建設業の進捗管理」、「金融業の与信管理」など）おのおので共通するビジネスモデルについて、多数の企業で汎用的に利用できるソフトウエアを目論み、開発・販売される。
「パッケージソフト」又は、単に「パッケージ」と略され、もしくはプログラム製品、プログラムプロダクト（program product、略してPP）とも呼ばれる。
コンピュータの低価格化などによりパーソナルコンピュータ（パソコン）が個人に普及し、伴ってワープロソフトや写真編集ソフトのような個人向けの市販ソフトが多数流通しており、企業向けシステム以外にもこれらを含めて称することが多い。
パッケージソフトウエアを利用せず、目的のシステムを独自にいちから制作する開発法を「スクラッチ開発」と呼ぶ。オフコン時代など、パッケージソフトウエアが普及するまでの時代では、こちらが主流であった。
いわば、パッケージソフトウエアは既製品（見込生産品）である。

### 利点
- 既製品であり、設計・開発工程を経ずともすぐに利用できる。
- 多くの利用者がいる。
  - 操作方法や利用例などの情報を多くの情報源から入手しやすい。
- 限界費用が低いため、比較的に安価になる。
- 多くの場合、カスタマイズしなくても、拡張機能やオプション機能を提供し、顧客が自ら設定できる：設定を構成したり、ユーザー・インターフェースを変更したり、要件に応じて特定の機能を調整したりすることができる。
- ソフトウェアを最新の状態に保つことは易い。
- 顧客の予想外に、役に立つ機能もあり得る。
- 技術者は複雑な製品を開発する経験を蓄積できる。

### 難点
- 自組織の業務内容や、連携する他システムと合うか、選定にあたって十分検討が必要である。
  - 不要な機能も購入する可能性がある。
  - 合わない場合は、カスタマイズなどを行う可能性がある。
    - カスタマイズがあれば、カスタムソフトと同様の問題も生じる。
    - カスタマイズの量や難易度によっては、スクラッチ開発よりもかえって高価になる可能性がある。
    - カスタマイズにより、メーカー保証を得られなくなる場合がある。
    - 一部分または全部をカスタマイズできない製品がある。
- カスタマイズを最小限に抑えるためには、開発する企業には強力なマーケティングリサーチとユーザビリティの製品を設計する能力が必要であり、同様に技術者にもより高い能力が求められる。